# Furazydyna
Furazydyna, furagina – organiczny związek chemiczny, pochodna nitrofuranu. Stosowana jako lek przeciwbakteryjny, działa na wiele szczepów bakteryjnych w obrębie układu moczowego. Dobrze wchłania się z przewodu pokarmowego, wydalana jest z moczem w postaci niezmienionej.

## Wskazania
- ostre i przewlekłe zakażenia układu moczowego
- zakażenia gruczołu krokowego
- nawracające infekcje dróg moczowych
- przebyte operacje układu moczowego (zapobieganie zakażeniom)

## Przeciwwskazania
- nadwrażliwość na lek
- ciężka niewydolność nerek
- zaburzenia czynności nerek
- skąpomocz
- bezmocz
- niedokrwistość hemolityczna
- uszkodzenie nerwów obwodowych

## Działania niepożądane
- bóle brzucha
- brak apetytu
- nudności
- wymioty
- biegunka
- zaparcia
- bóle i zawroty głowy
- skórne odczyny alergiczne
- astma
- bóle mięśni
- zmiany w obrazie krwi
- uszkodzenie wątroby
- neuropatia obwodowa

## Dawkowanie
Doustnie. Dawkę oraz częstotliwość stosowania leku ustala lekarz lub farmaceuta. Zwykle w pierwszym dniu 400 mg w czterech dawkach podzielonych, następnie 300 mg na dobę w 3 dawkach podzielonych. Leczenie trwa 7–8 dni.

## Ciąża i laktacja
Kategoria B. Pochodne nitrofuranu dobrze przenikają przez barierę łożyskową, lecz ich stężenie we krwi płodu jest kilkakrotnie mniejsze niż we krwi matki. Nie stosować w I trymestrze ciąży, a z uwagi na ryzyko spowodowania niedokrwistości hemolitycznej u dziecka należy zachować szczególną ostrożność u kobiet w III trymestrze ciąży. Nie stosować u kobiet w okresie karmienia piersią.

## Preparaty
Preparaty handlowe: Furaginum, Urofuraginum, Neofuragina.